# Luminisme
Luminisme o luminista és un terme de la historiografia de l'art d'utilització problemàtica, que s'aplica a diversos moviments artístics, molt diferents entre si.
És habitual identificar aquest moviment amb l'últim impressionisme o neoimpressionisme de finals del segle xix i començaments del segle xx, que prestava una especial atenció a l'efecte de la llum; però també s'ha usat per definir l'estil pre-impressionista dels paisatgistes nord-americans de mitjan segle xix. Per a major confusió, també s'ha utilitzat el mateix terme per etiquetar als pintors de la segona meitat del segle xvi i començaments del segle xvii que evolucionen des del manierisme al barroc inicial, intensificant els efectes del clarobscur fins a arribar al tenebrisme.

## Luminisme en l'art de l'Edat Contemporània
Dins de l'art contemporani, el terme luminisme s'ha aplicat a molt diverses escoles nacionals:
El luminisme americà o luminisme nord-americà es caracteritza per l'efecte de la llum en els paisatges, l'ús de la perspectiva aèria i la pinzellada solta, de caràcter pre-impressionista. Es consideren pintors d'aquesta tendència els continuadores de l'escola del riu Hudson en els anys 1860 i 1870: Fitz Hugh Lane, George Caleb Bingham, John Frederick Kensett, James Augustus Suydam, Martin Johnson Heade, Sanford Robinson Gifford, Jasper Francis Cropsey, Frederic Edwin Church, David Johnson, Albert Bierstadt o Edmund Darch Lewis. Com la seva escola precedent, pot ser identificada amb el paisatgisme realista.

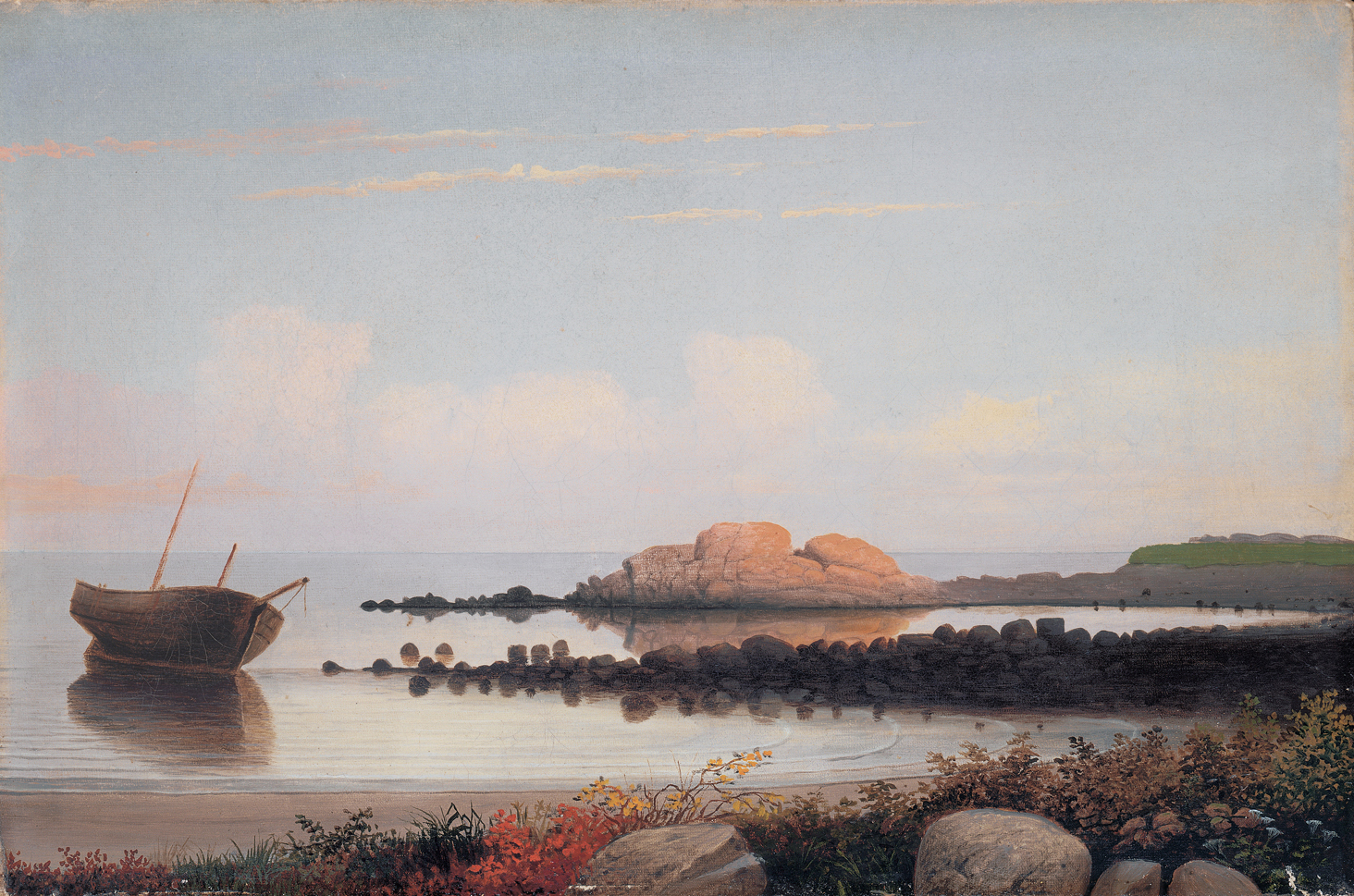
Brace's Rock, Eastern Point, Gloucester, Fitz Hugh Lane, 1864.
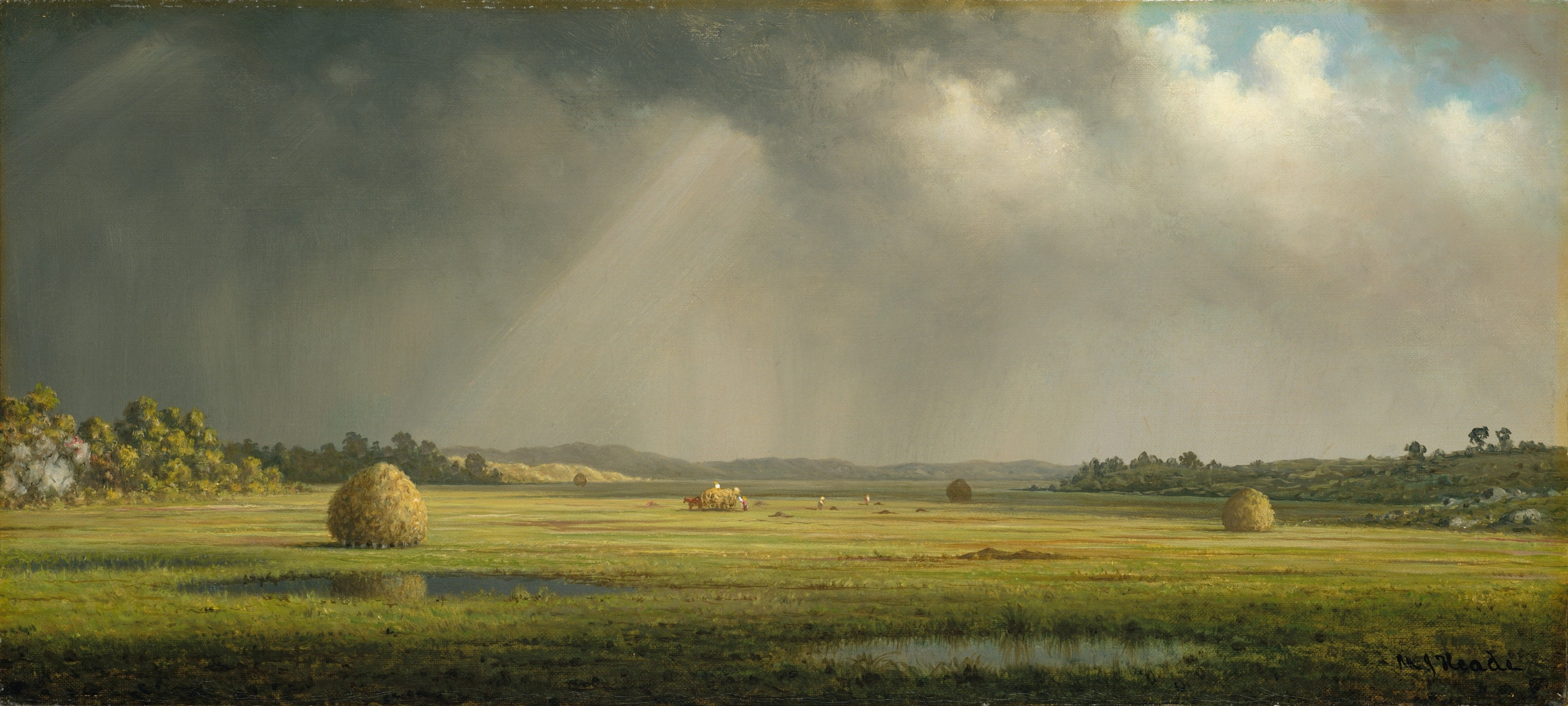
Newburyport Meadows, Martin Johnson Heade.

A Bèlgica i els Països Baixos, per al període postimpressionista de finals del segle xix i començaments del XX es parla d'un luminisme belga, terme utilitzat per caracteritzar l'estil dels pintors Emile Claus i Théo van Rysselberghe i dels seus seguidors Évariste Carpentier, Guillaume Van Strijdonck, Jenny Montigny, Anna de Weert, Georges Morren, Leon de Smet, Modest Huys i Yvonne Serruys; i un luminisme holandès, que caracteritza els primers treballs de pintors holandesos com Jan Toorop, Jan Sluijters i Piet Mondrian. Ambdós estils tenen poc en comú. L'obra de Emile Claus està pròxima al dels grans impressionistes francesos, especialment Monet, mentre que els luministes holandesos es caracteritzen per la utilització de grans taques de color, que els allunyen dels puntillistess i els aproximen al fauvisme.

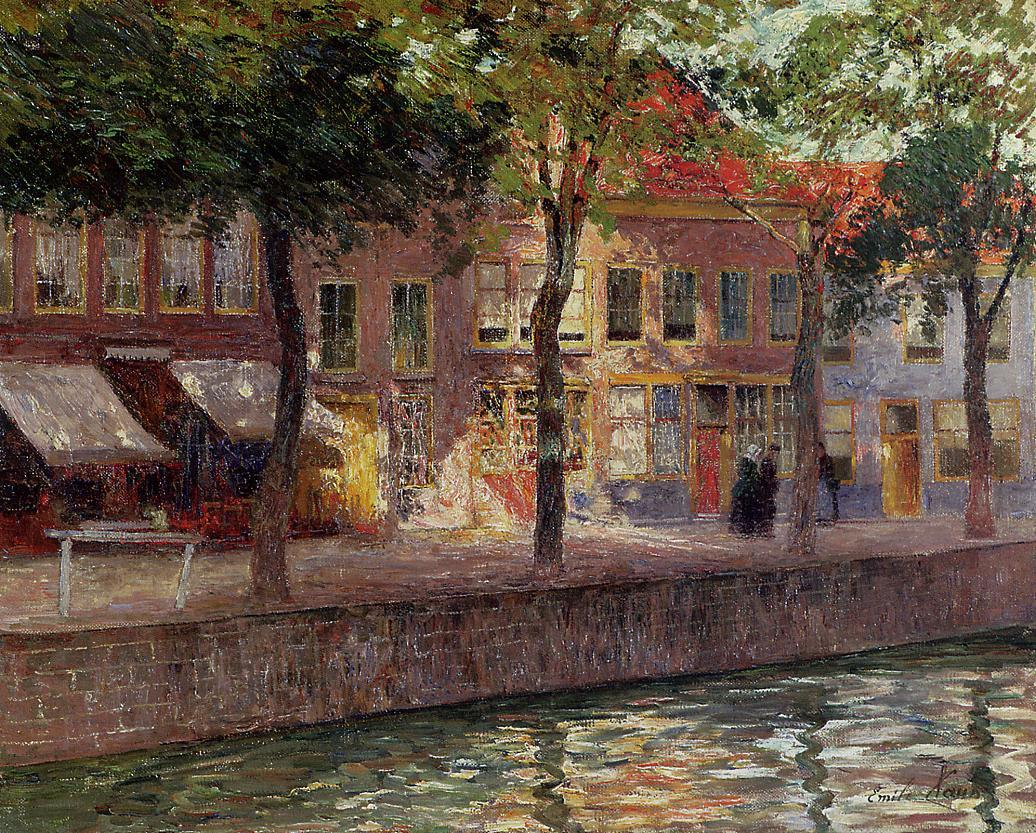
Canal a Zeeland, de Emile Claus, 1896-1899 (luminisme belga).
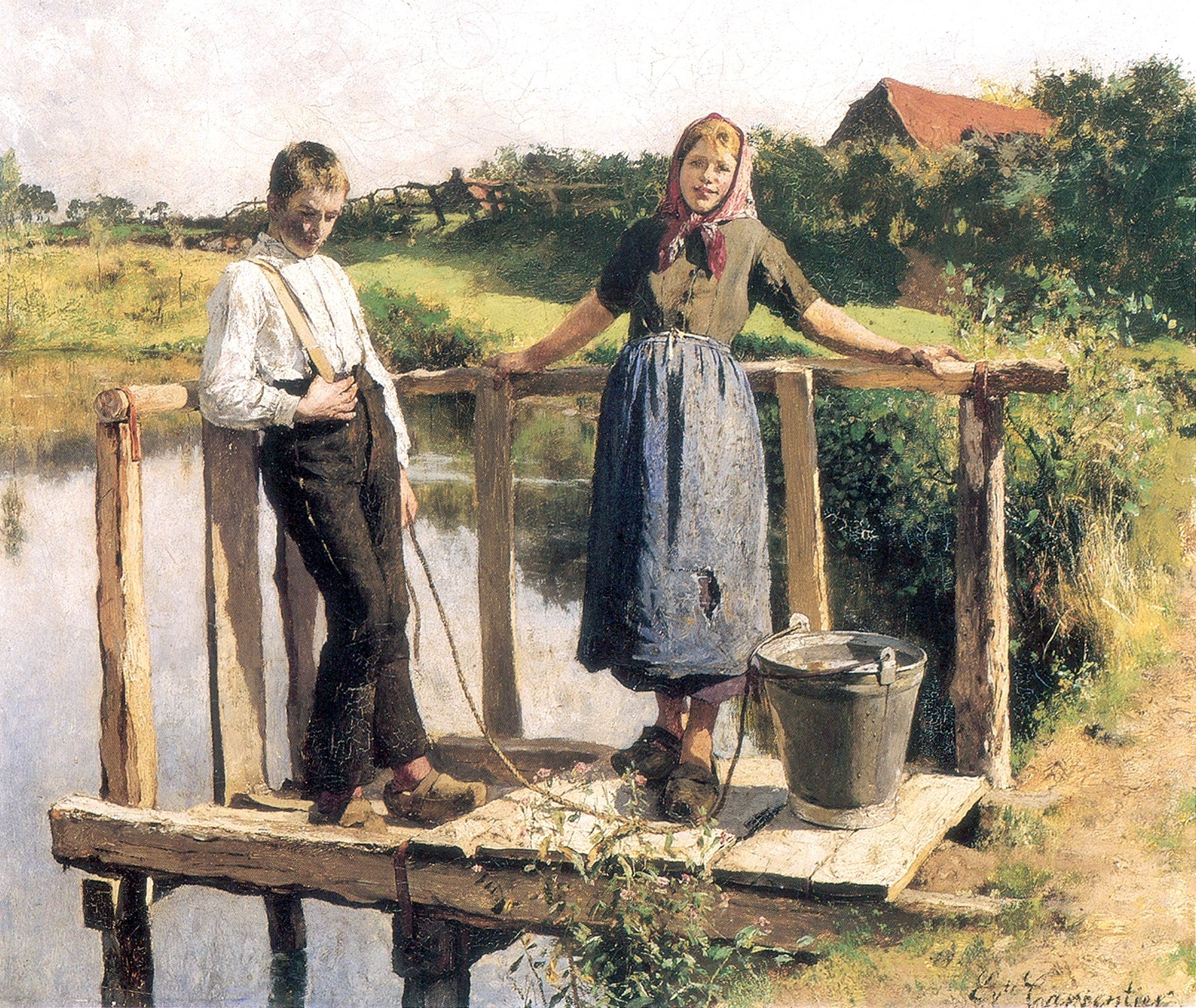
Conversa privada, de Evariste Carpentier, ca. 1892 (luminisme belga).
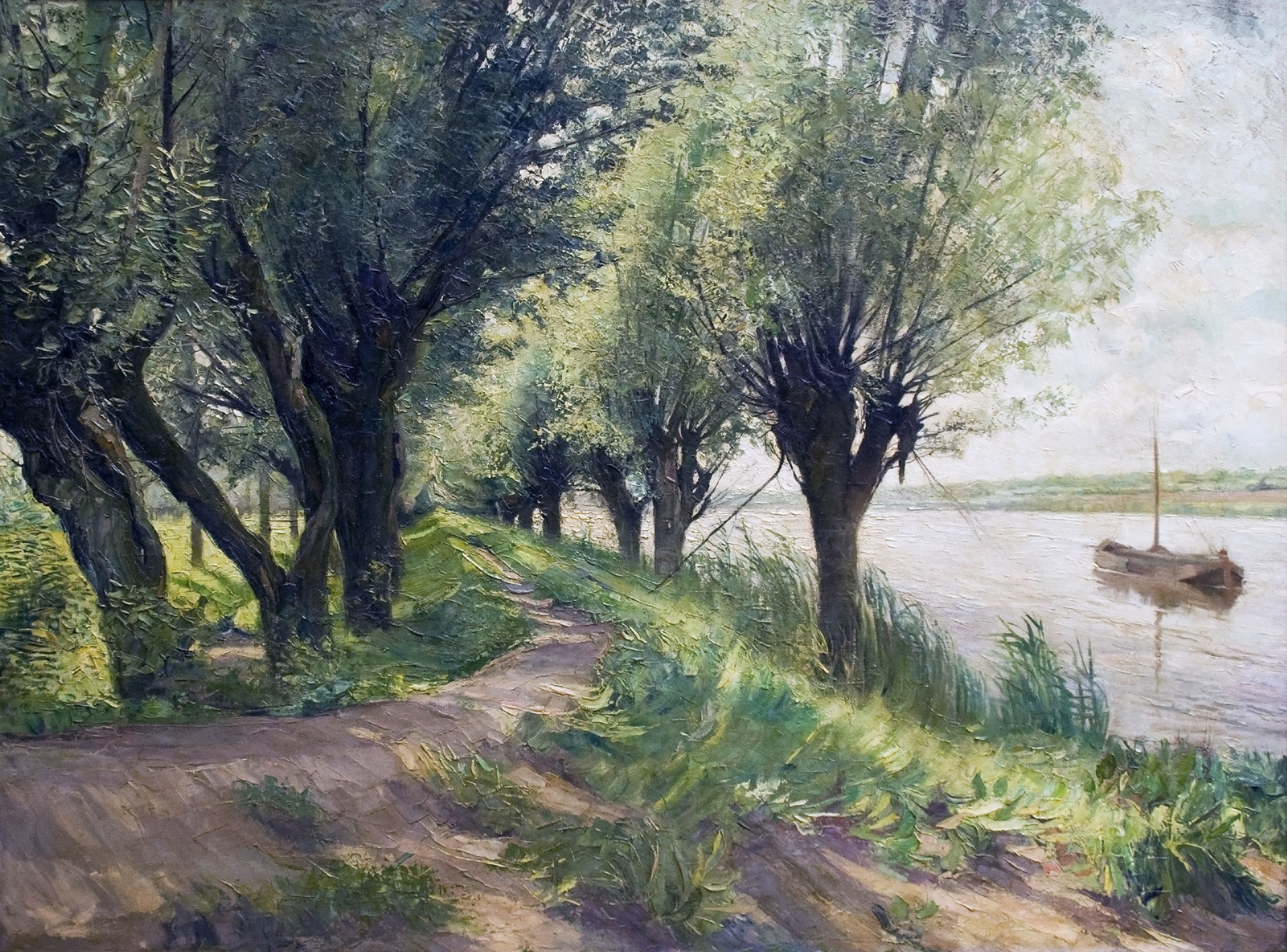
Salzes a la riba del Schelde, de Guillaume Van Strijdonck (luminisme belga).
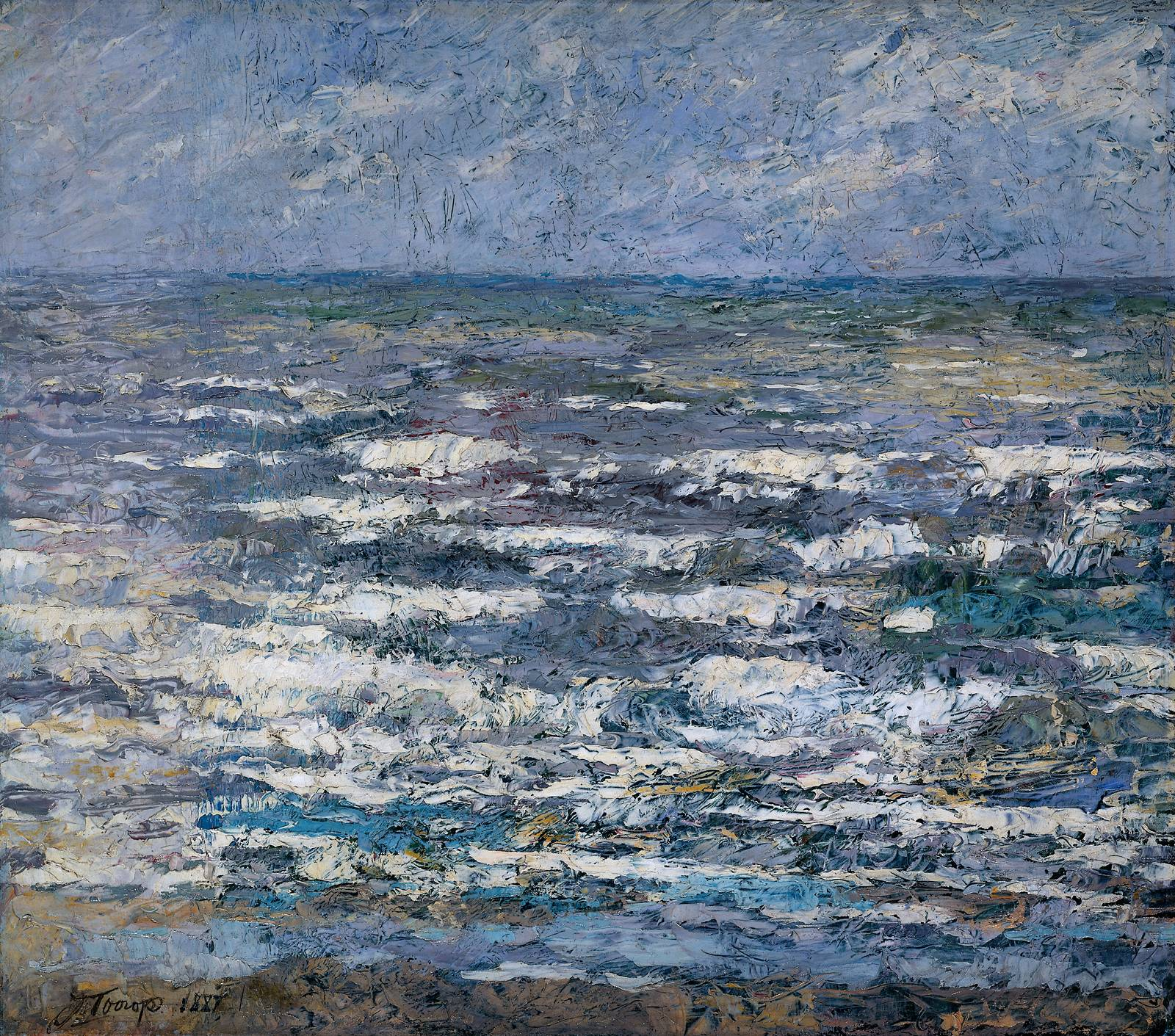
El mar en Katwijk, de Jan Toorop, 1887 (luminisme holandès).

A la pintura espanyola s'utilitza el terme luminisme o luminisme valencià per a l'obra d'un grup de destacats pintors espanyols encapçalats per Joaquim Sorolla i al qual pertanyen Ignasi Pinazo, Teodoro Andreu, Francisco Benítez Mellado o Vicente Castell. Un dels exponents contemporanis més coneguts del luminisme a Espanya és Ricardo Sanz.
A Catalunya es va donar l'Escola luminista de Sitges.

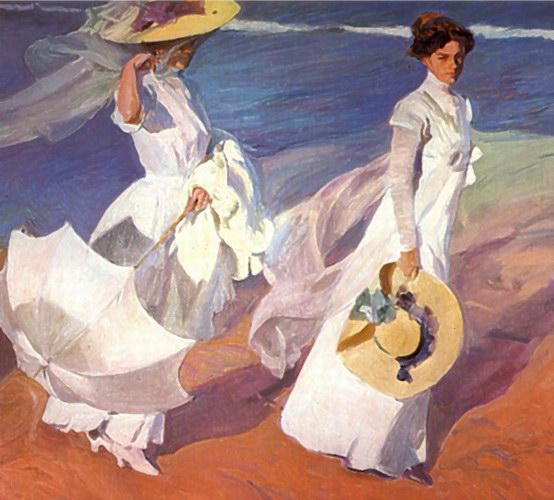
Passeig a la vora del mar, de Joaquim Sorolla, 1909.
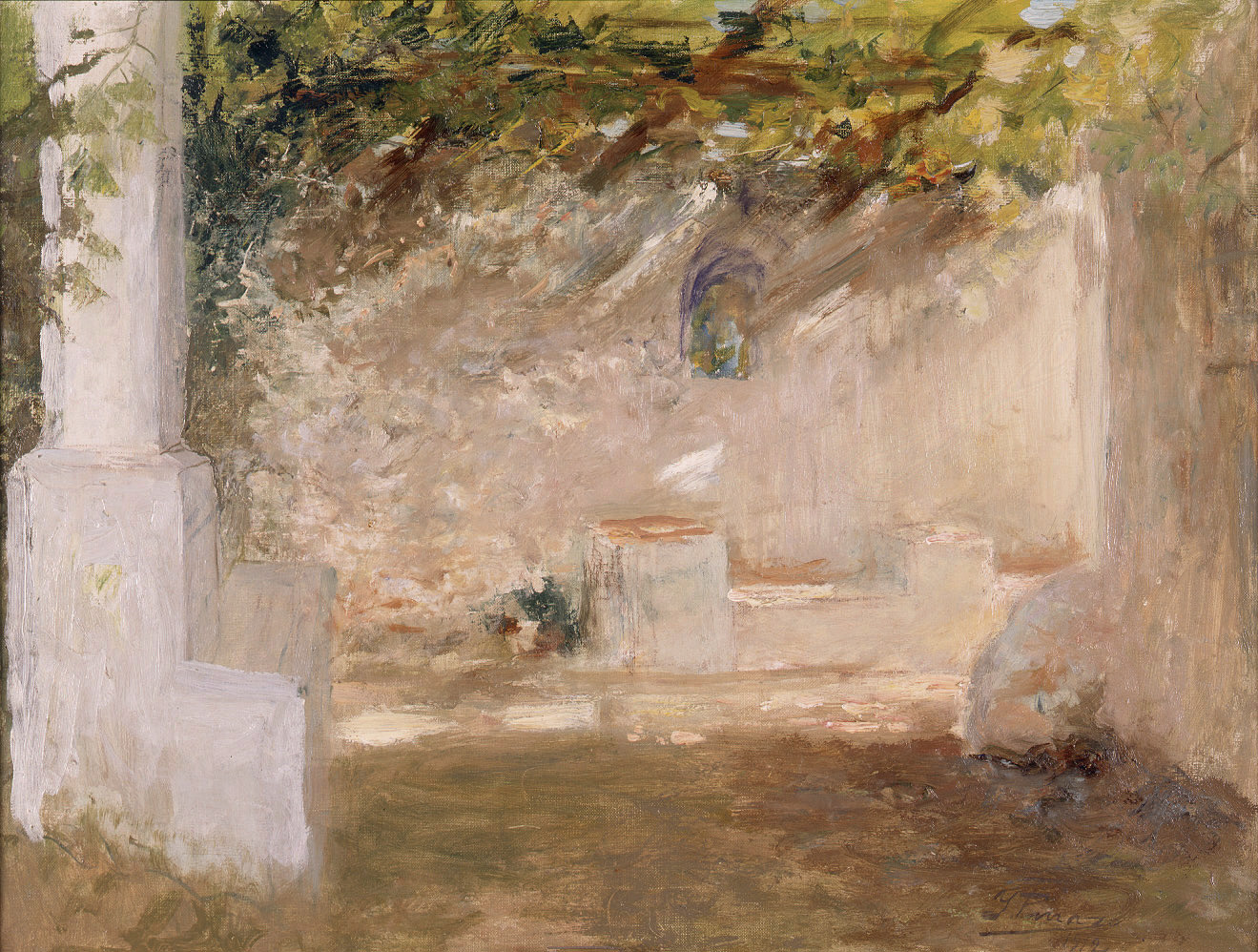
Emparrado, de Ignacio Pinazo, 1912.

## Luminisme en l'art de l'Edat Moderna
Dins de l'art de l'Edat Moderna, el luminisme s'aplica al període que precedeix al caravaggisme (finals del segle xvi i començaments del xvii, presidit per la figura de Caravaggio), amb Luca Cambiaso o El Greco com els seus principals precursors; i a la seva continuïtat en el tenebrisme o barroc inicial, molt important a Espanya (Sánchez Cotán, Ribalta, Ribera). S'identifiquen amb l'estil pintors d'altres escoles nacionals com el francès Georges de la Tour i l'holandès Gerrit van Honthorst.
Es caracteritza pel tractament especial dels focus de llum que produeixen forts contrastos en un entorn ombrívol, alterant la calma de l'atmosfera; tant si és llum natural o bé llum artificial, en ocasions procedents d'un focus extern i en altres d'un focus intern que accentua la intensitat de la llum entorn d'ell, fent que la gamma cromàtica sigui més calida.

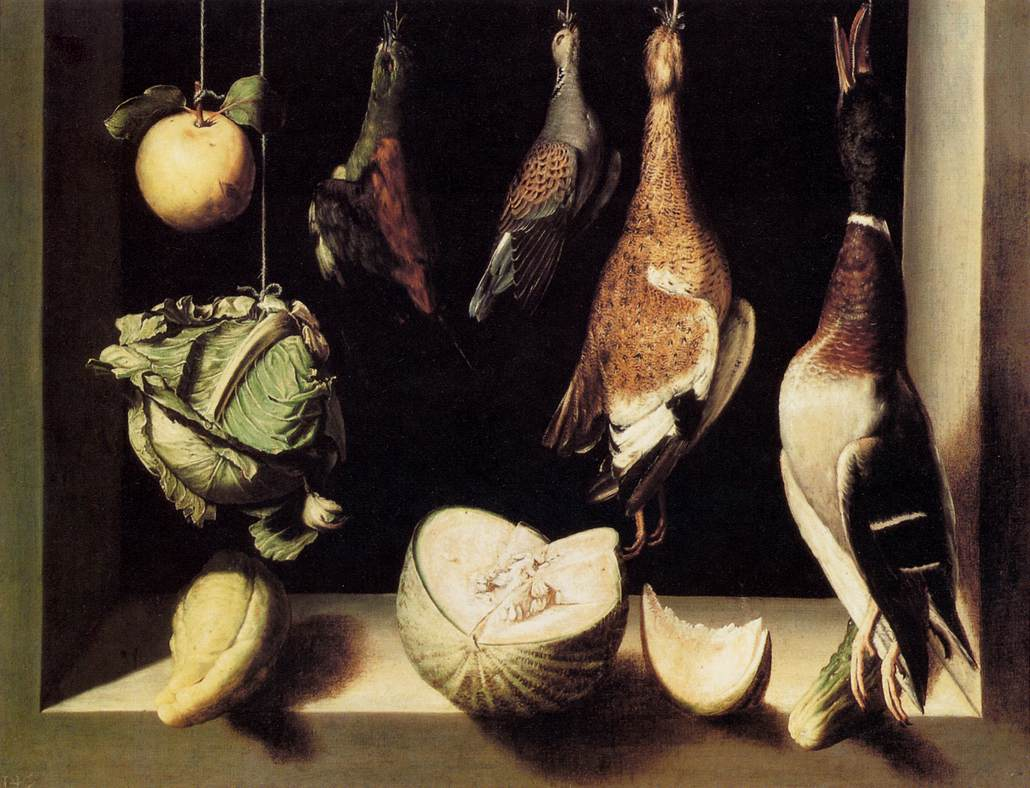
Natura morta de Sánchez Cotán, 1600-1603.
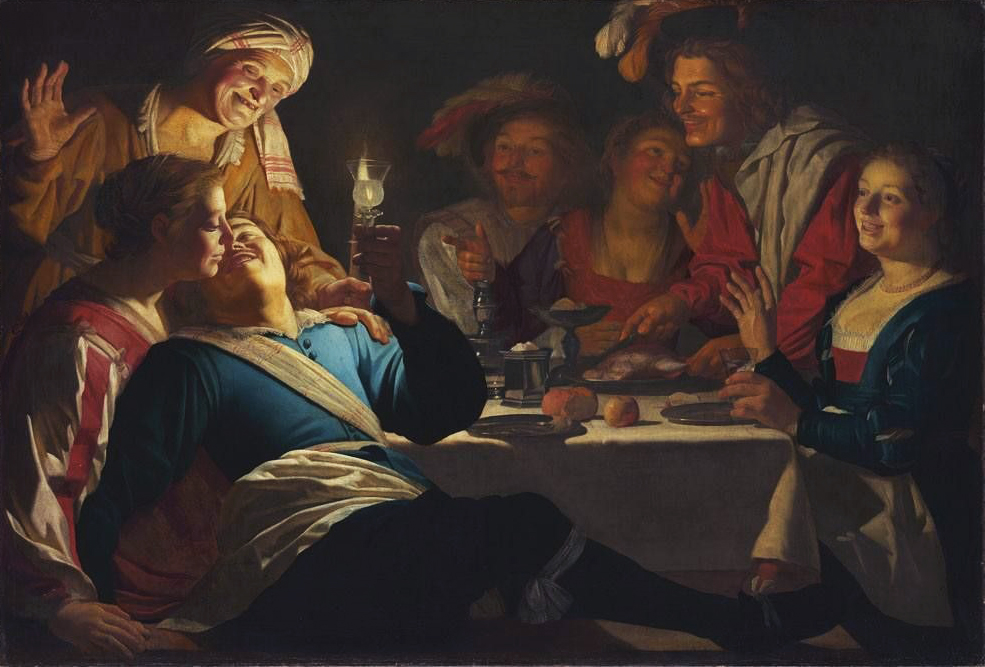
El fill pròdig, de Gerrit van Honthorst, 1623.